# رودريغو أندرادي كانديدو
رودريغو أندرادي كانديدو هو لاعب كرة قدم برازيلي في مركز الدفاع، ولد في 22 مايو 1986 في كوريتيبا في البرازيل. لعب مع نادي بارانا ونادي غاما ونادي غوياس.

## مراجغ
1. ↑  Base de Datos del Fútbol Argentino | DIGAO rodrigo andrade candido (بالإسبانية), QID:Q19368470

## وصلات خارجية
- رودريغو أندرادي كانديدو على موقع Soccerway.com (الإنجليزية)